# Risbecia tryoni
Risbecia tryoni is een zeenaaktslak die behoort tot de familie van de Chromodorididae. Deze slak komt voor in het westen van de Grote Oceaan, voornamelijk voor de kusten van Indonesië en de Salomonseilanden, op een diepte van 9 tot 15 meter.
De slak een bruine kleur en paarse vlekken, waarrond zich een lichtbruine kring aftekent. De mantelrand bestaat uit een dunne violette lijn. De kieuwen, die een waaiervorm hebben, zijn crèmekleurig en de rinoforen zijn paars. Ze wordt, als ze volwassen is, zo'n 6 cm lang. 
De naam werd afgeleid van de Amerikaanse malacoloog George Washington Tryon.